# Francis Huster

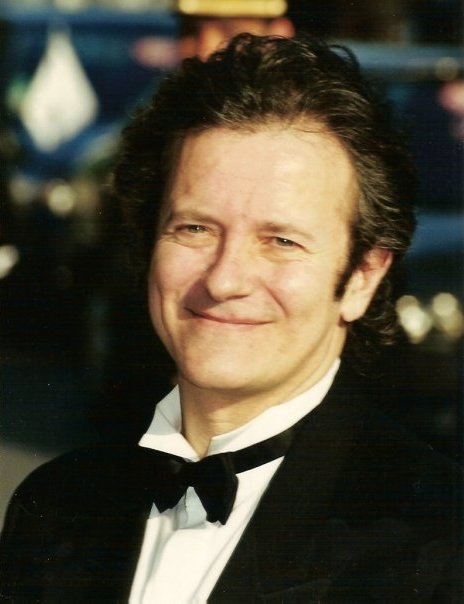
Francis Huster (2001)

Francis Huster (* 8. prosince 1947, Neuilly-sur-Seine) je francouzský herec a režisér.

## Život
Po studiu herectví začal hrát v Comédie Française. Stal se renomovaným divadelním hercem, vynikal zejména v Molierových kusech, ale také například v Mussetově díle Lorenzaccio. Brzy také režíroval a v roce 1992 začal vyučovat na Cours Florent.
Ve filmu hrál dlouho vedlejší role. Přelom nastal až v roce 1983. Často je obsazován do rolí postav s komplikovaným charakterem.

## Filmografie (výběr)
- 1976: Si c'etait a refaire
- 1977: Une autre homme, une autre femme
- 1979: Les dames de la côte
- 1978: One, Two, Two: 122, rue de Provence
- 1981: Jedni a druzí (Les uns et les autres)
- 1982: Le chef de famille
- 1983: Édith et Marcel
- 1983: J'ai épousé une ombre
- 1983: La femme publique
- 1989: La grande cabriole
- 1998: Blbec k večeři (Le îner de Cons)
- 2008: Muž a jeho pes (Un homme et son chien)